# Wspaniała rzecz (ścieżka dźwiękowa)
Soundtrack do filmu Wspaniała rzecz (ang. Beautiful Thing) – muzyka do tego filmu jest przypomnieniem przebojów popularnej w latach 60. XX w. amerykańskiej grupy Mamas & Papas oraz ich wokalistki Mamy Cass zaadaptowanych do scenariusza przez Johna Altmana. Przez fabułę przeplata się 16 utworów wraz z wykorzystanym w finałowej scenie evergreenem Dream a Little Dream of Me.
Ostatnim utworem płyty jest oryginalna instrumentalna kompozycja Johna Altmana do filmu będąca tłem do kilku scen (Miętowy balsam, Wspaniała rzecz, W "The Glucester", Nie płaczcie). Album wydała wytwórnia MCA na CD pod numerem MCAD-11552.

## Lista utworów
1. It's Getting Better – Mama Cass, 03:00
2. One Way Ticket – Mama Cass, 02:46
3. California Earthquake – Mama Cass, 03:24
4. Welcome to the World – Mama Cass, 02:18
5. Make Your Own Kind of Music – Mama Cass, 02:23
6. Creeque Alley – Mamas & Papas, 03:46
7. Dream a Little Dream of Me – Mamas & Papas, 03:12
8. Move in a Little Closer Baby – Mama Cass, 02:38
9. California Dreamin – Mamas & Papas, 02:40
10. Monday Monday – Mamas & Papas, 03:24
11. I Saw Her Agian Last Night – Mamas & Papas, 03:41
12. Words of Love – Mamas & Papas, 02:15
13. Dedicated to the One I Love – Mamas & Papas, 02:59
14. Look Through My Window – Mamas & Papas, 03:34
15. Go Where You Wanna Go – Mamas & Papas, 02:27
16. Bearutiul Thing Medley: Peppermint Foot Lotion/Beautiful Thing/The Glucester/Don't Cry – John Altman, 08:00[3]

## Okładka
Obwoluta płyty przedstawia sylwetki głównych bohaterów filmu w finałowej scenie tańca. Powyżej fioletowy tytuł powielony niżej w tle postaci.